# Josef Emminger
Josef Emminger, auch Joseph Emminger (1804 – 27. Dezember 1872 in Prag) war ein österreichischer Opernsänger (Tenor).

## Leben
Sein erstes größeres Engagement war Prag, das auch sein letztes blieb, und zwar trat er in den Verband dieses Institutes und blieb daselbst bis zu seiner Pensionierung Jahre 1862.
Am 13. Januar 1834 sang er in Wien in der Uraufführung der Oper Das Nachtlager in Granada den „Gomez“.
Er war ein lyrischer und Heldentenor von außerordentlicher Kraft und Ausdauer, und so stark er auch beschäftigt wurde, immer stellte er seinen Mann. Gar mancher Opernnovität verhalf er durch sein sympathisches klangvolles Organ zum Erfolg. „Es gab Zeiten,“ berichtet Oscar Teuber in seiner „Geschichte des Prager Theaters“, „in denen vier Tenöre vorhanden waren, der allzeit verlässliche nie versagende aber blieb Emminger.“. Der Künstler verbrachte zehn Jahre im wohlverdienten Ruhestand und starb am, 27. Dezember 1872 in Prag.